# Muela del Diablo
Muela del Diablo är en kulle i Bolivia.   Den ligger i departementet La Paz, i den centrala delen av landet, 400 km nordväst om huvudstaden Sucre. Toppen på Muela del Diablo är 3 229 meter över havet.
Terrängen runt Muela del Diablo är huvudsakligen kuperad, men söderut är den bergig. Runt Muela del Diablo är det tätbefolkat, med 343 invånare per kvadratkilometer.. Närmaste större samhälle är La Paz, 12,8 km nordväst om Muela del Diablo. 
Omgivningarna runt Muela del Diablo är i huvudsak ett öppet busklandskap.